# Baccharis canescens
Baccharis canescens là một loài thực vật có hoa trong họ Cúc. Loài này được Spreng. mô tả khoa học đầu tiên năm 1826.